# Jasmineae
Jasmineae, na classificação taxonômica de Jussieu (1789), é uma ordem botânica da classe Dicotyledones, Monoclinae (flores hermafroditas ), Monopetalae ( uma pétala), com  corola hipogínica (quando a corola se insere abaixo do nível do ovário).
Apresenta os seguintes gêneros:
- Nyctanthes, Lilac, Hebe, Fraxinus, Chionanthus, Olea, Phyllirea, Mogorium, Jasminum, Ligustrum.